# Wheeling (Missouri)
Wheeling és una població dels Estats Units a l'estat de Missouri. Segons el cens del 2000 tenia 268 habitants.

## Demografia
Segons el cens del 2000, Wheeling tenia 268 habitants, 100 habitatges, i 71 famílies. La densitat de població era de 323,4 habitants per km².
Dels 100 habitatges en un 34% hi vivien nens de menys de 18 anys, en un 59% hi vivien parelles casades, en un 7% dones solteres, i en un 29% no eren unitats familiars. En el 26% dels habitatges hi vivien persones soles el 16% de les quals corresponia a persones de 65 anys o més que vivien soles. El nombre mitjà de persones vivint en cada habitatge era de 2,68 i el nombre mitjà de persones que vivien en cada família era de 3,2.
Per edats la població es repartia de la següent manera: un 32,8% tenia menys de 18 anys, un 6,7% entre 18 i 24, un 25% entre 25 i 44, un 19,8% de 45 a 60 i un 15,7% 65 anys o més.
L'edat mediana era de 36 anys. Per cada 100 dones de 18 o més anys hi havia 93,5 homes.
La renda mediana per habitatge era de 26.154 $ i la renda mediana per família de 35.208 $. Els homes tenien una renda mediana de 23.750 $ mentre que les dones 17.917 $. La renda per capita de la població era de 13.150 $. Entorn del 16,4% de les famílies i el 23,7% de la població estaven per davall del llindar de pobresa.

## Poblacions més properes
El següent diagrama mostra les poblacions més properes.